# Roxton Falls
Roxton Falls est une municipalité de village située dans Acton, en Montérégie, au Québec (Canada). Son territoire est enclavé dans la municipalité du canton de Roxton.

## Description

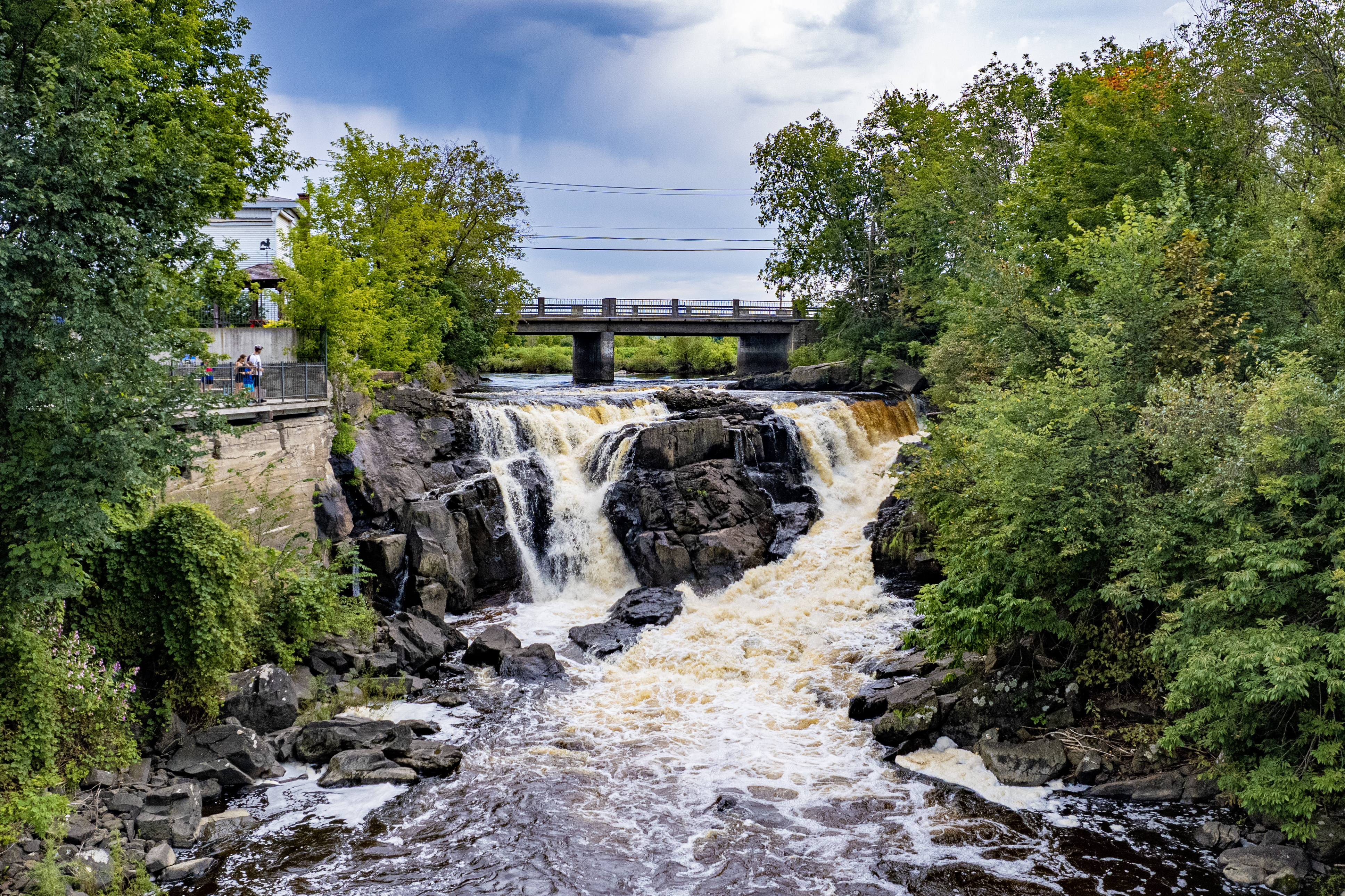
Les chutes de la rivière Noire à Roxton Falls.

Roxton Falls a en son centre une chute d'eau produite par la rivière Noire. Alimentant autrefois un prospère moulin à scie, cette rivière traverse le village. Un seul pont enjambe la rivière. Impraticable pour les sports nautiques, la rivière demeure riche en poissons, quoique aucun accès public n'existe pour y pratiquer la pêche.
Jadis, toute cette partie de région était submergée par la mer de Champlain. Depuis fort longtemps retirée, la mer avait laissé une région marécageuse jusqu'au milieu du XIXe siècle. Les habitants de Roxton Falls ont peu à peu comblé le marécage pour y installer le cœur du village.

## Histoire

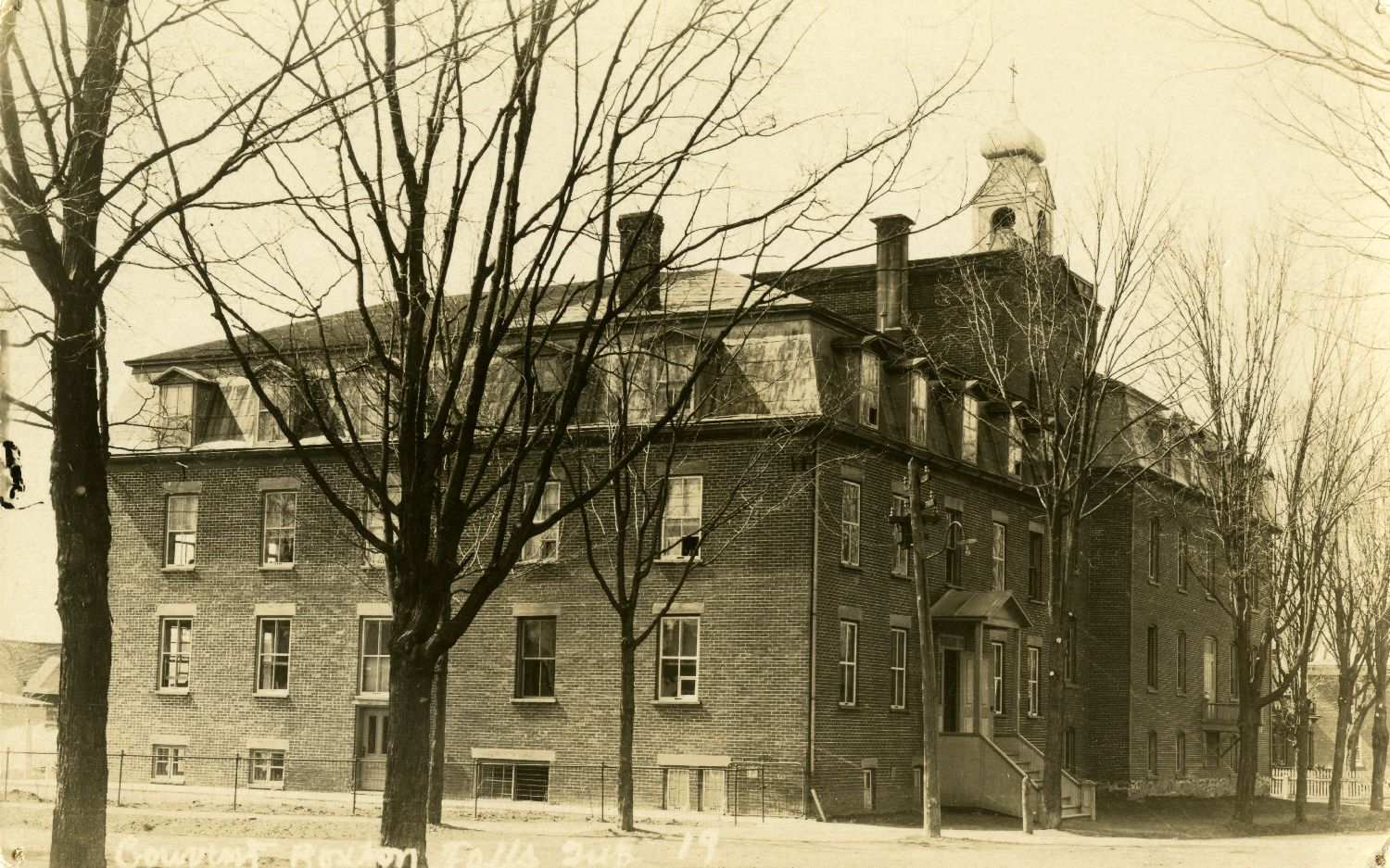
Couvent de Roxton Falls en 1930.

C'est à partir de 1792 que le gouvernement britannique du Canada divisa en cantons les terres réparties à l'est de la rivière Richelieu et au sud du fleuve Saint-Laurent. Il n'existait aucune occupation officielle ni de concession seigneuriale dans les Cantons de l'Est. Le territoire était recouvert de forêts et faisait partie des « terres de la couronne », peu accessibles à cause du manque de chemins.
Roxton Falls fut colonisé par des loyalistes puis des Canadiens français venus des alentours, à savoir Milton et Saint-Pie. Les censitaires qui cultivaient les terres des seigneuries avoisinantes (Richelieu, Iberville, Saint-Hyacinthe) n'avaient plus d'espace pour établir leurs fils; c'est la raison pour laquelle ils furent nombreux à s'établir à Roxton.
Les débuts furent pénibles. Le principal obstacle rencontré fut l'absence de chemins. Pour démontrer les difficultés rencontrées par les voyageurs, citons ici un passage de la lettre que l'abbé Leblond, premier prêtre missionnaire à visiter Roxton, adressée à Mgr Bourget en 1848 : « Ce n'est qu'à cheval que j'ai pu traverser les trois dernières lieues et demi du trajet; et encore me fallait-il souvent invoquer mes grâces d'état de missionnaire pour ne pas perdre un petit peu de courage. C'est plutôt un animal bon nageur que bon trotteur qu'il faut pour un tel voyage ; car l'on a assez souvent des bourbiers et des marécages de presque un arpent à traverser. »

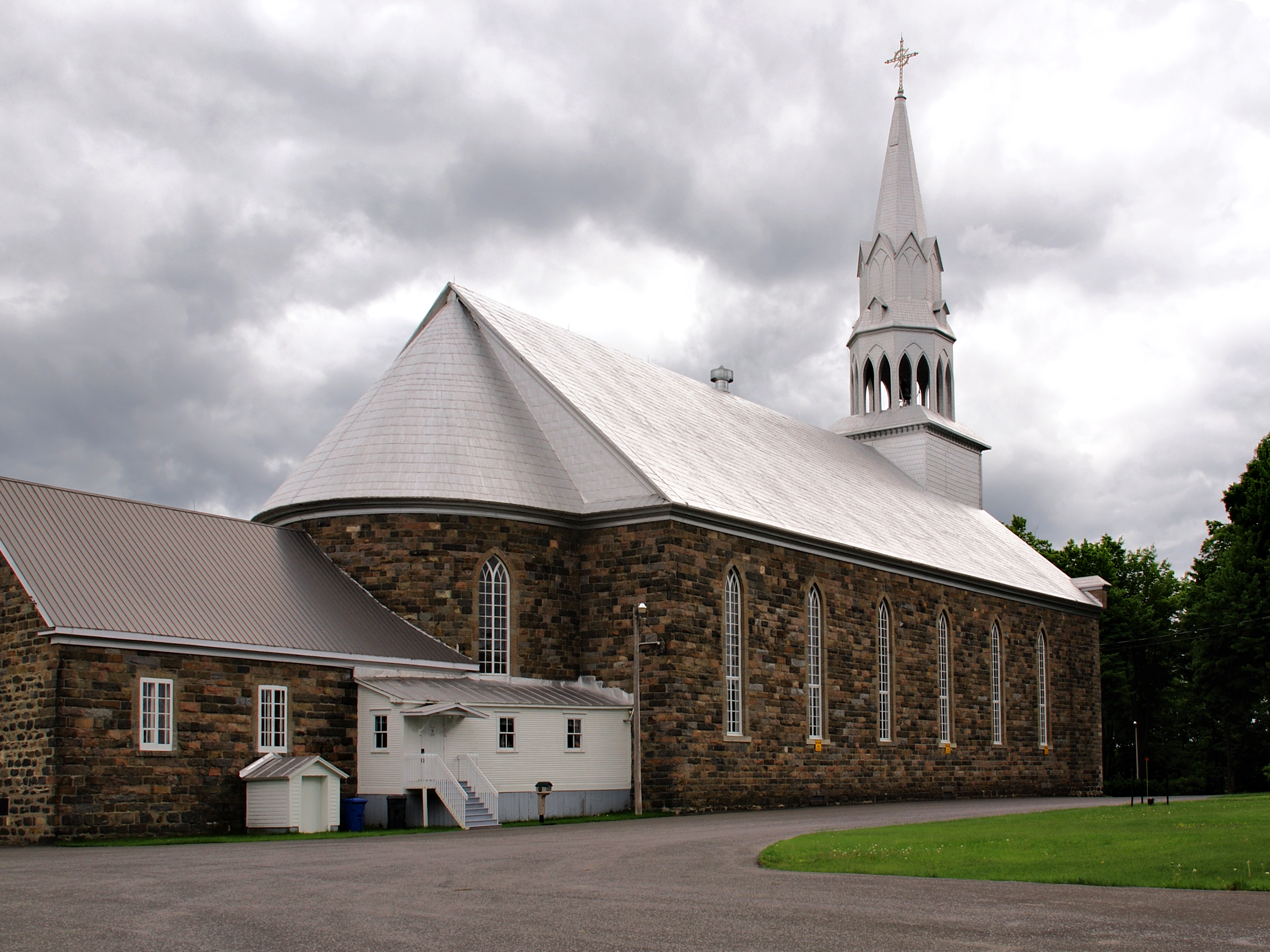
Église Saint-Jean-Baptiste de Roxton Falls, construite en 1877.

Le même abbé Leblond décrit le début du village en 1849 : 
« Des hommes, des femmes et des enfants courent, s'agitent et travaillent là où les bêtes fauves seules avaient fait leur séjour. Le bruit de la hache du défricheur, le craquement des arbres qui succombent, le pétillement du feu qui nettoie la forêt, ont remplacé le silence des bois. [...] Une bonne route, faite à grand frais par la Compagnie, rend l'accès de ces lieux facile et commode. Elle est parsemée déjà de petits espaces défrichés [...]. À l'extrémité s'élève le nouveau village ou la ville future de Roxton [Falls], que la Compagnie avait nommé [Metcalfe], mais que les habitants, avec l'agrément de celle-ci, aiment mieux appeler du glorieux nom canadien d'Iberville. [...] La rivière Noire, la principale des deux branches qui, en se réunissant, forment la rivière Yamaska, court au milieu et fournit de nombreux et intarissable pouvoirs d'eau, pour moulins et manufactures de toutes espèces. [...] Et voilà aujourd'hui la Colonie avec une population de trois cent trente habitants parmi lesquels on trouve des individus de tous les corps de métiers, avec quatre-vingt lots de terre en culture, un village commencé, une église bâtie et un Missionnaire qui la visite toutes les trois semaines, une école ouverte, plusieurs moulins à farine, deux boutiques de forgeron dans l'une desquelles on se sert du pouvoir de l'eau, une manufacture de potasse, puis en outre le produit de la récolte de cet automne. »
En 1861, la population avait atteint 600 personnes et 992 en 1871. La population de la paroisse est de 2 000 âmes en 1923.
Le premier maire de Roxton Falls, en 1863 était John Wood, un tanneur qui y s'était établi en 1851. Il demeura maire jusqu'en 1880 quand il fut remplacé par Joseph Lafontaine.

## Géographie

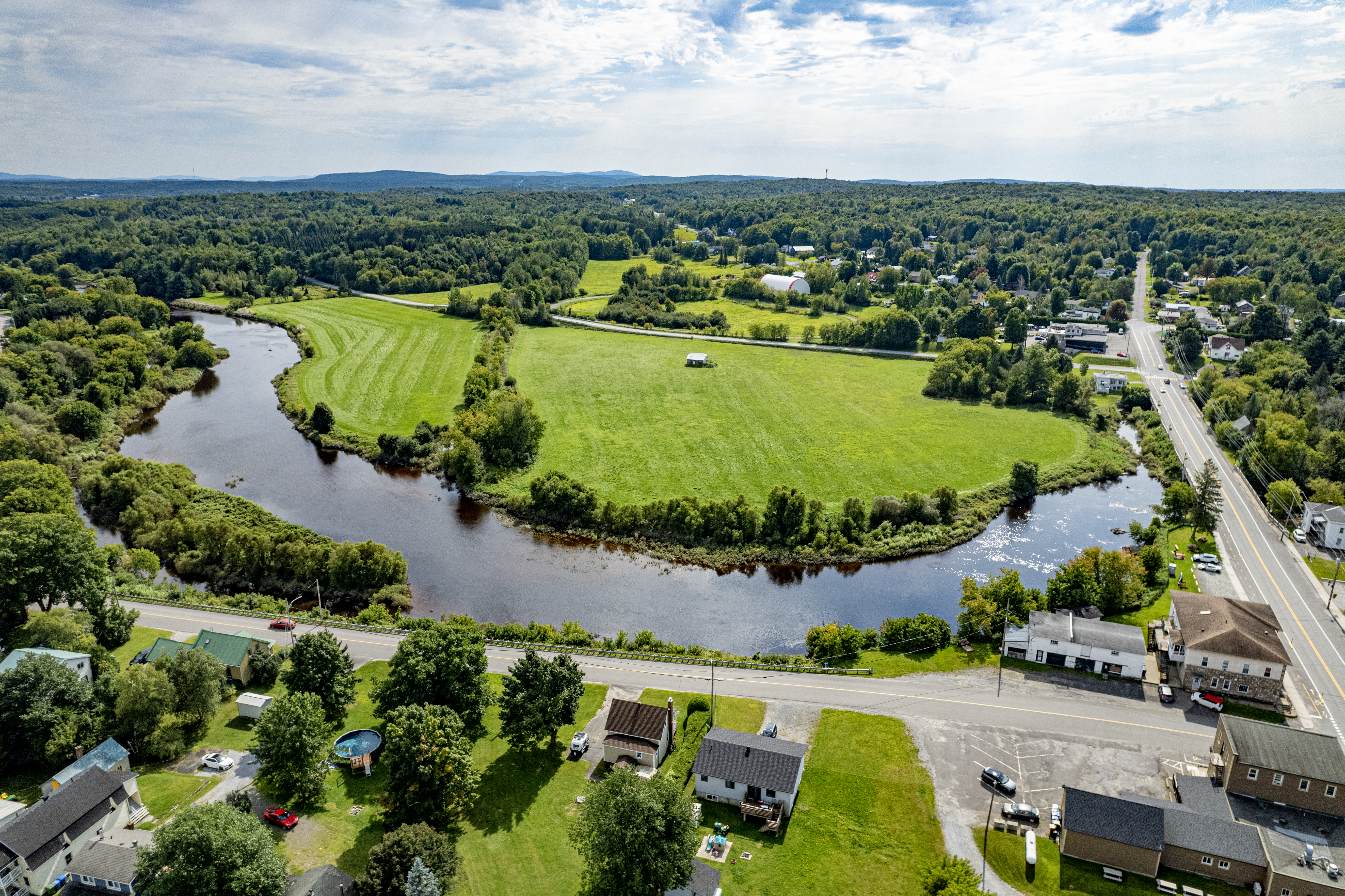
La rivière Noire à Roxton Falls.

La municipalité est enclavée dans Roxton.
La Rivière Noire la traverse du sud-est au nord-ouest. 

## Démographie
| 1986  | 1991  | 1996  | 2001  | 2006  | 2011  | 2016  | 2021  |
| ----- | ----- | ----- | ----- | ----- | ----- | ----- | ----- |
| 1 283 | 1 336 | 1 371 | 1 300 | 1 305 | 1 265 | 1 305 | 1 322 |

En 2010, Roxton Falls était la municipalité (non indienne) la plus féconde du Québec avec 30,23 naissances par 1 000 habitants.

### Langue
| Langue                    | Nombre | Pourcentage (%) |
| ------------------------- | ------ | --------------- |
| Français (et pas anglais) | 1 305  | 99,24 %         |
| Anglais (et pas français) | 0      | 0,00 %          |
| Anglais et français       | 0      | 0,00 %          |
| Autres langues            | 10     | 0,76 %          |

## Administration
Les élections municipales se font en bloc pour le maire et les six conseillers.
| Roxton Falls Maires depuis 2003                                                                                       |                     |         |          |
| Élection | Maire               | Qualité | Résultat |
| 2003 | Roger Grondin       |         | Voir     |
| 2005 | Jean-Marie Laplante |         | Voir     |
| 2009 | Jean-Marie Laplante | Voir    |          |
| 2013 | Jean-Marie Laplante | Voir    |          |
| 2017 | Jean-Marie Laplante | Voir    |          |
| 2021 | Jean-Marie Laplante | Voir    |          |
| Élection partielle en italique Depuis 2005, les élections sont simultanées dans toutes les municipalités québécoises. |                     |         |          |

## Institutions
Le village de Roxton Falls possède une école primaire, l'école Saint-Jean-Baptiste située à côté de l'église du même nom. L'église Saint-Jean-Baptiste a été construite de 1862 à 1877, elle abrite des orgues Casavant (1924).

## Jumelage
Le village de Roxton Falls est jumelé au village de Saint-Avre en Savoie (France).

## Galerie

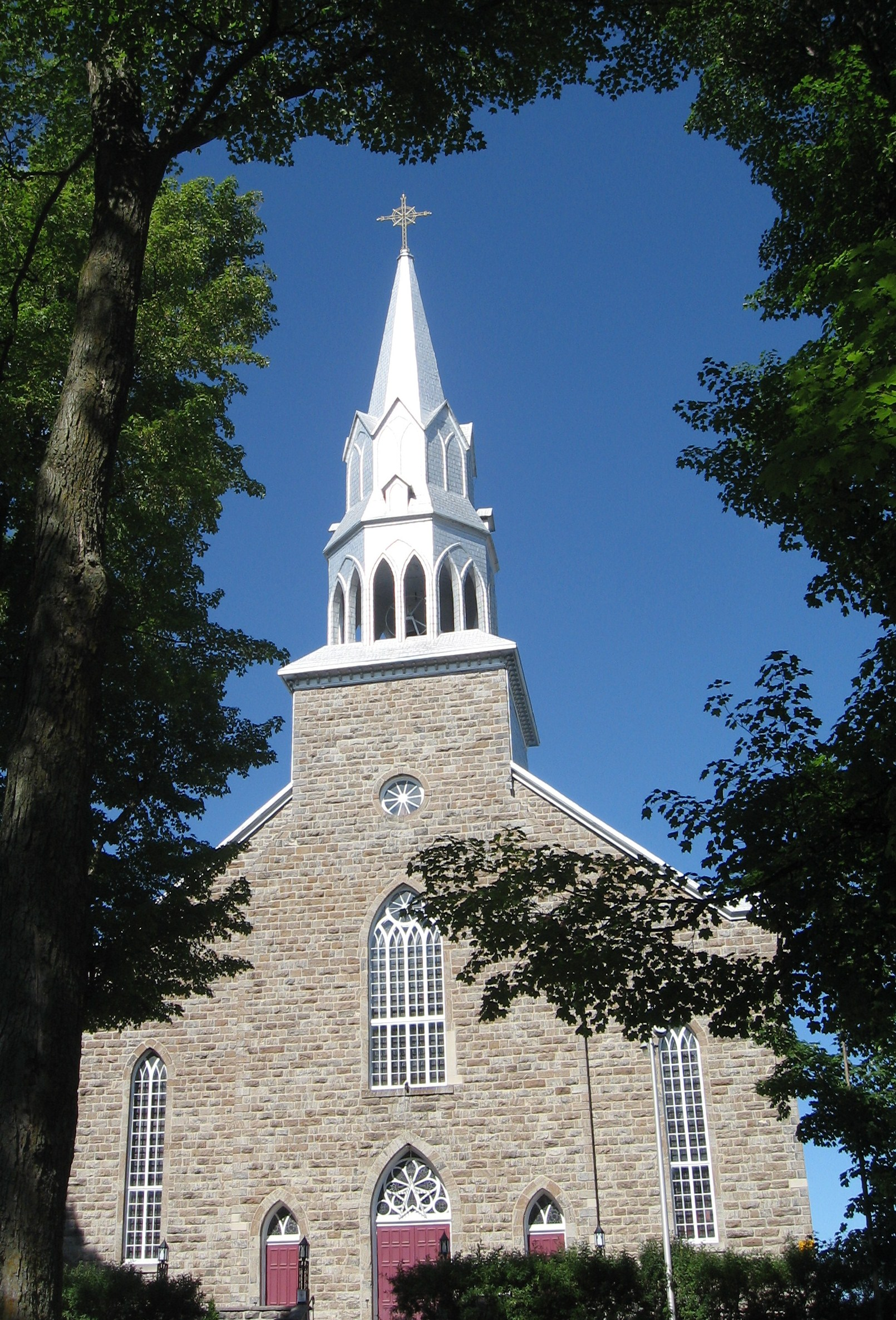
Église Saint-Jean-Baptiste (été 2011)
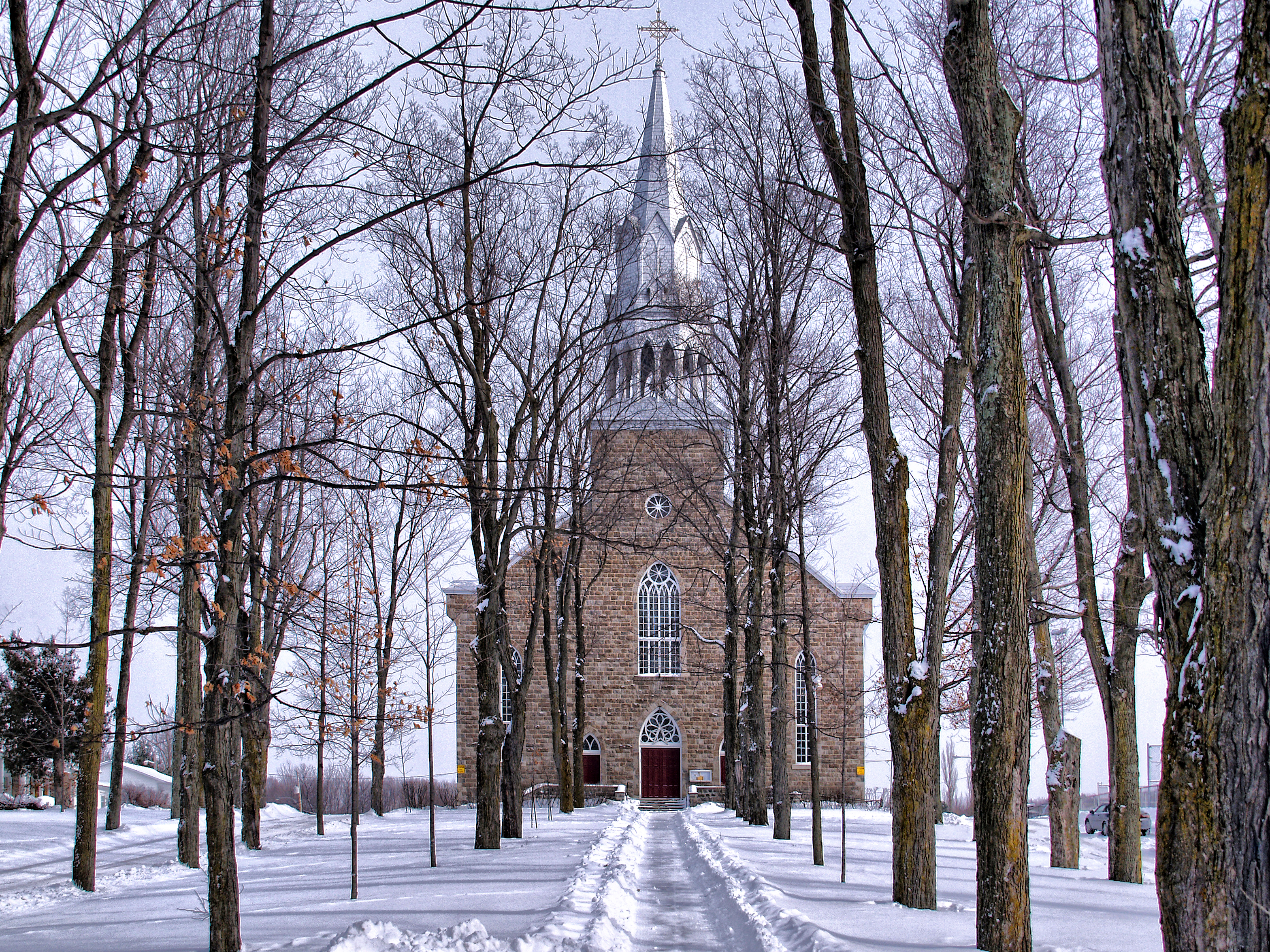
Église Saint-Jean-Baptiste (février 2007)
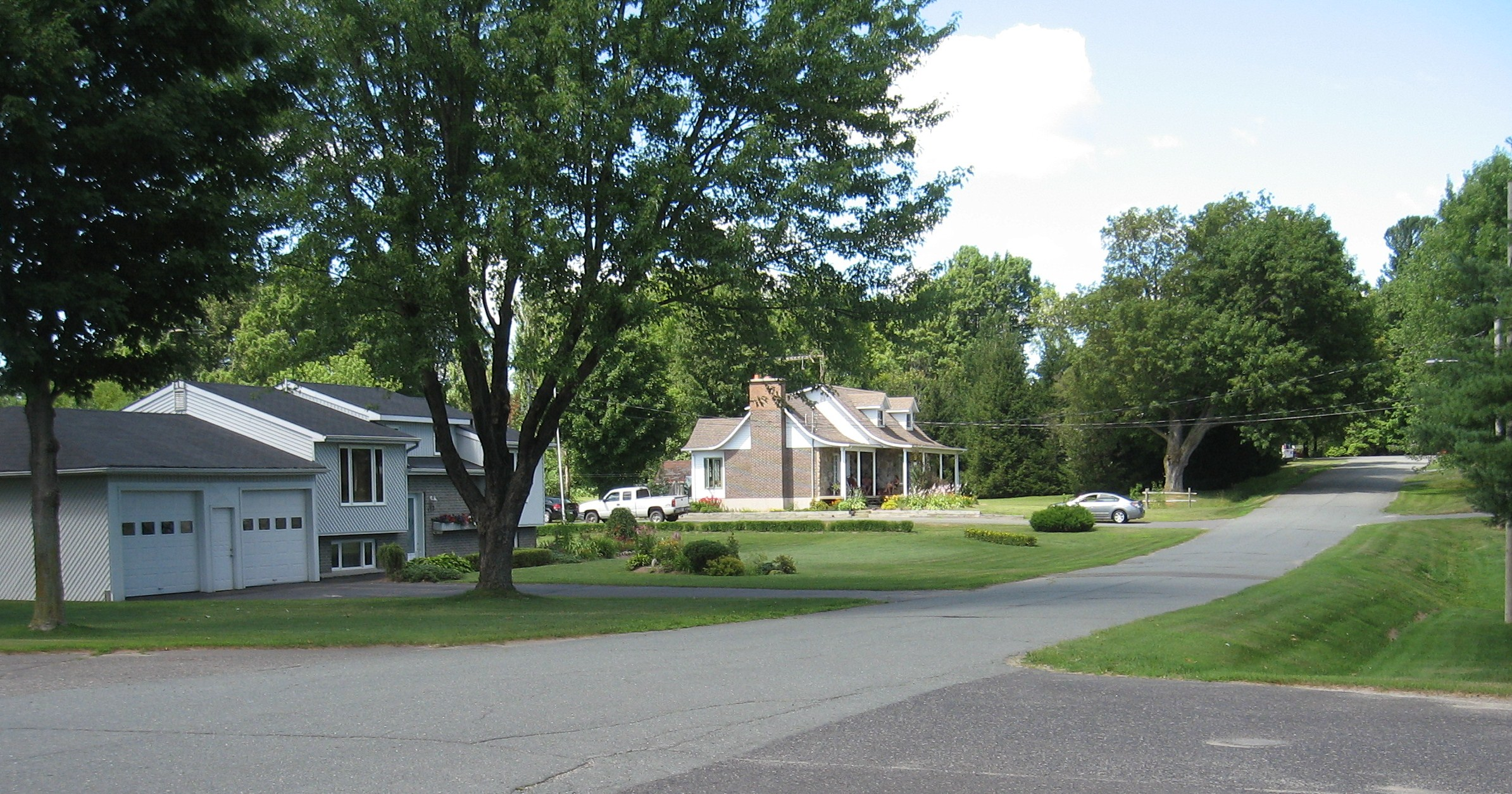
Maisons dans une rue de Roxton Falls (été 2011)
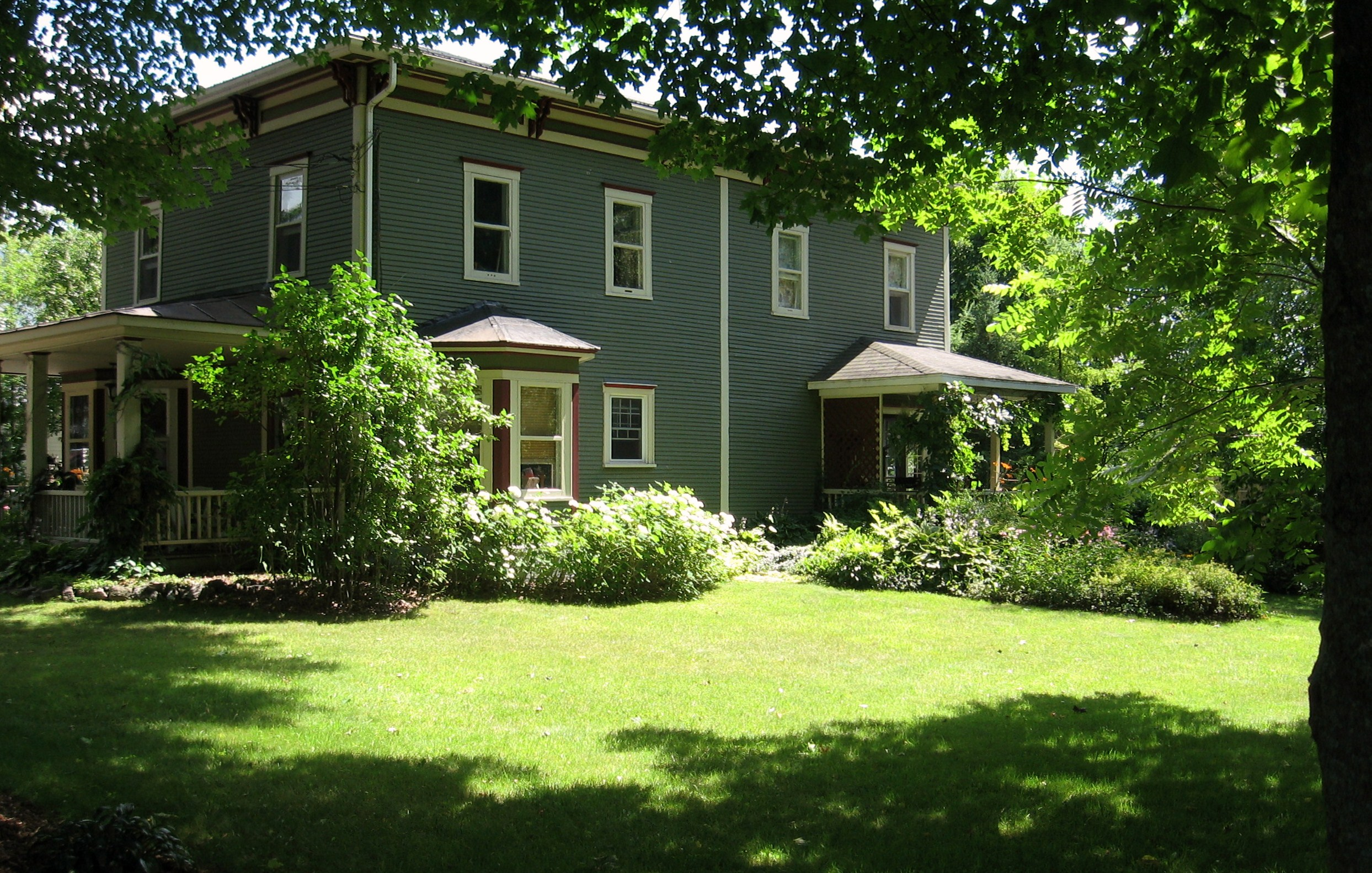
Maison du premier inspecteur d'école, M. Philippe Tanguay, construite en 1889
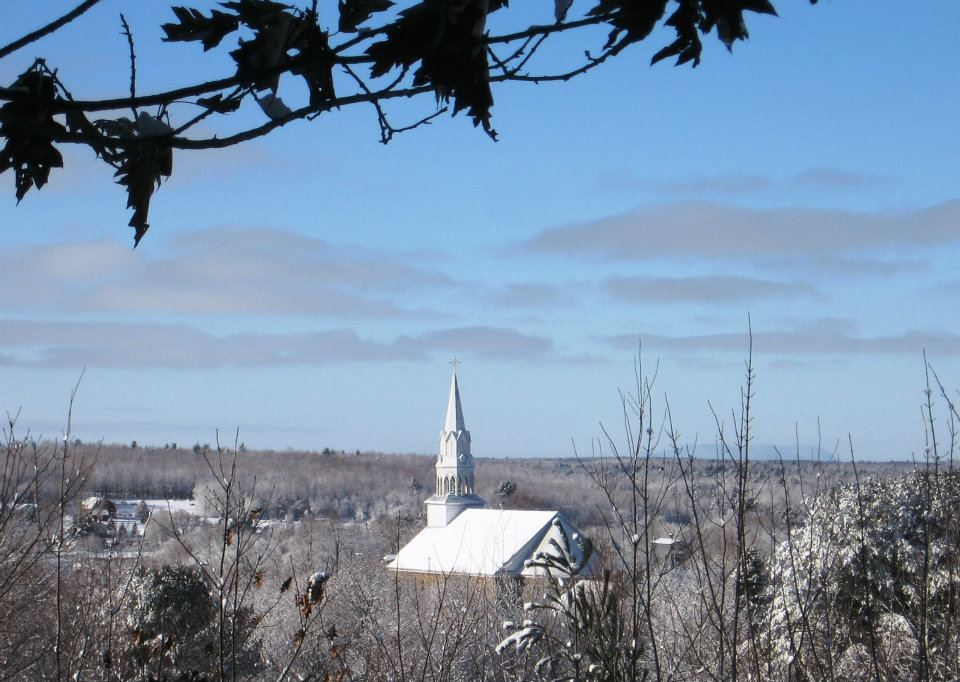
Village de Roxton Falls en hiver, on voit l'église et au fond le mont Yamaska (hiver 2011-2012)
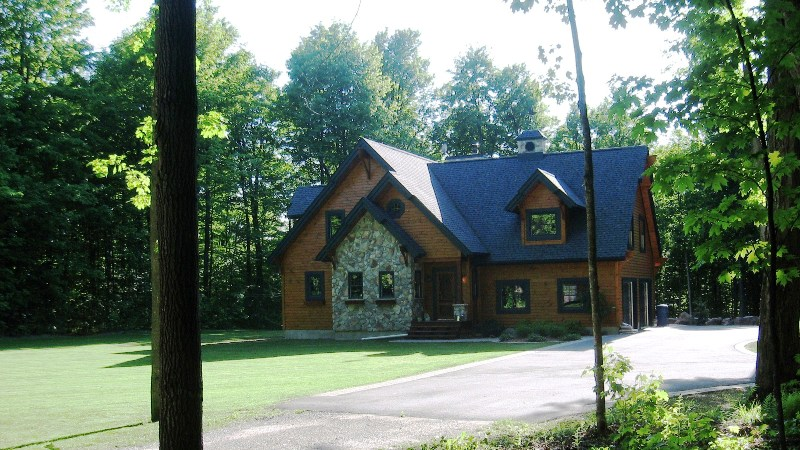
Maison de bois apparent dans le bois et encore dans le village de Roxton Falls
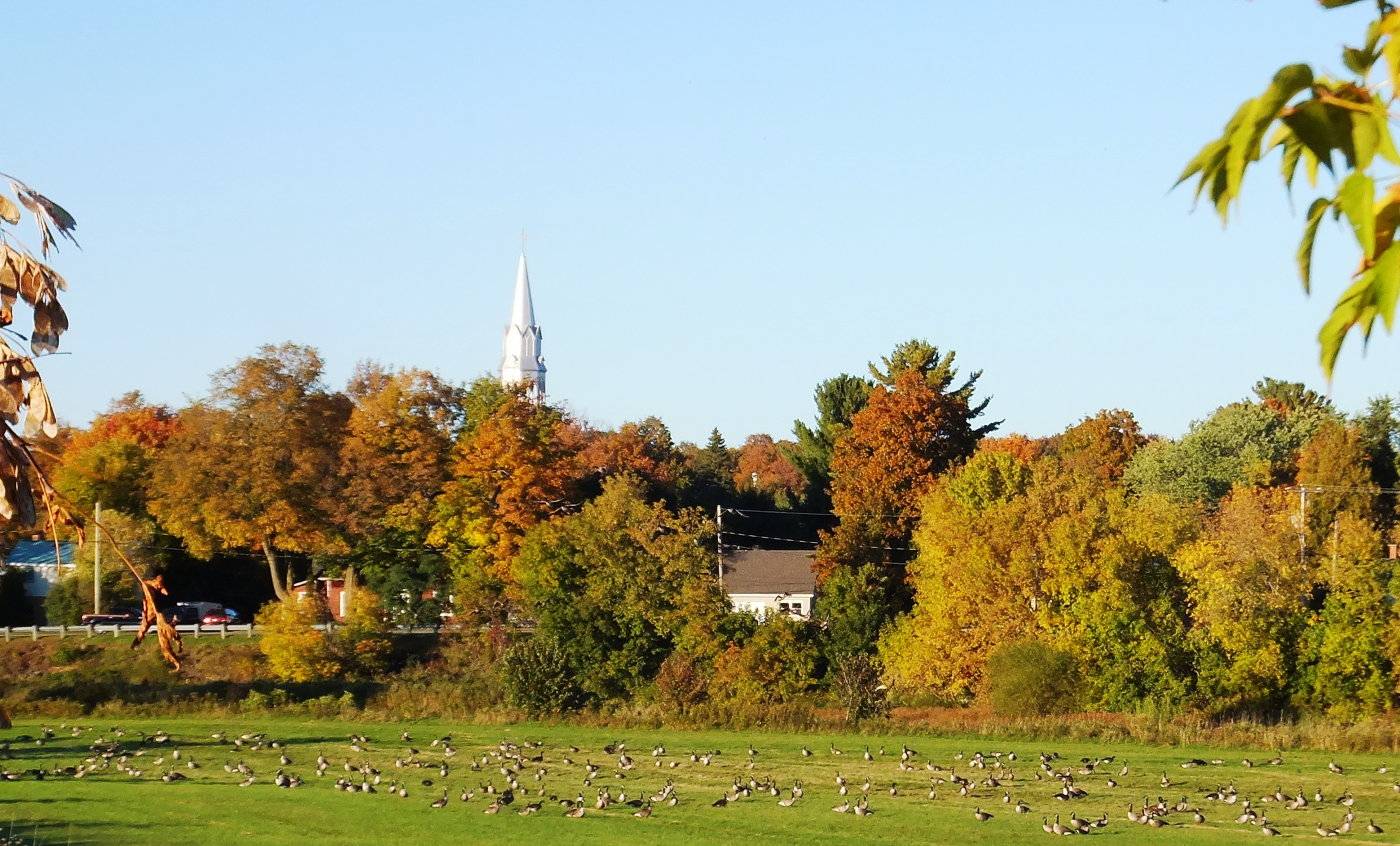
Bernaches du Canada sur la plaine alluviale de la Rivière Noire à Roxton Falls, fin septembre 2013, on voit l'église du village derrière un rideau d'arbres.
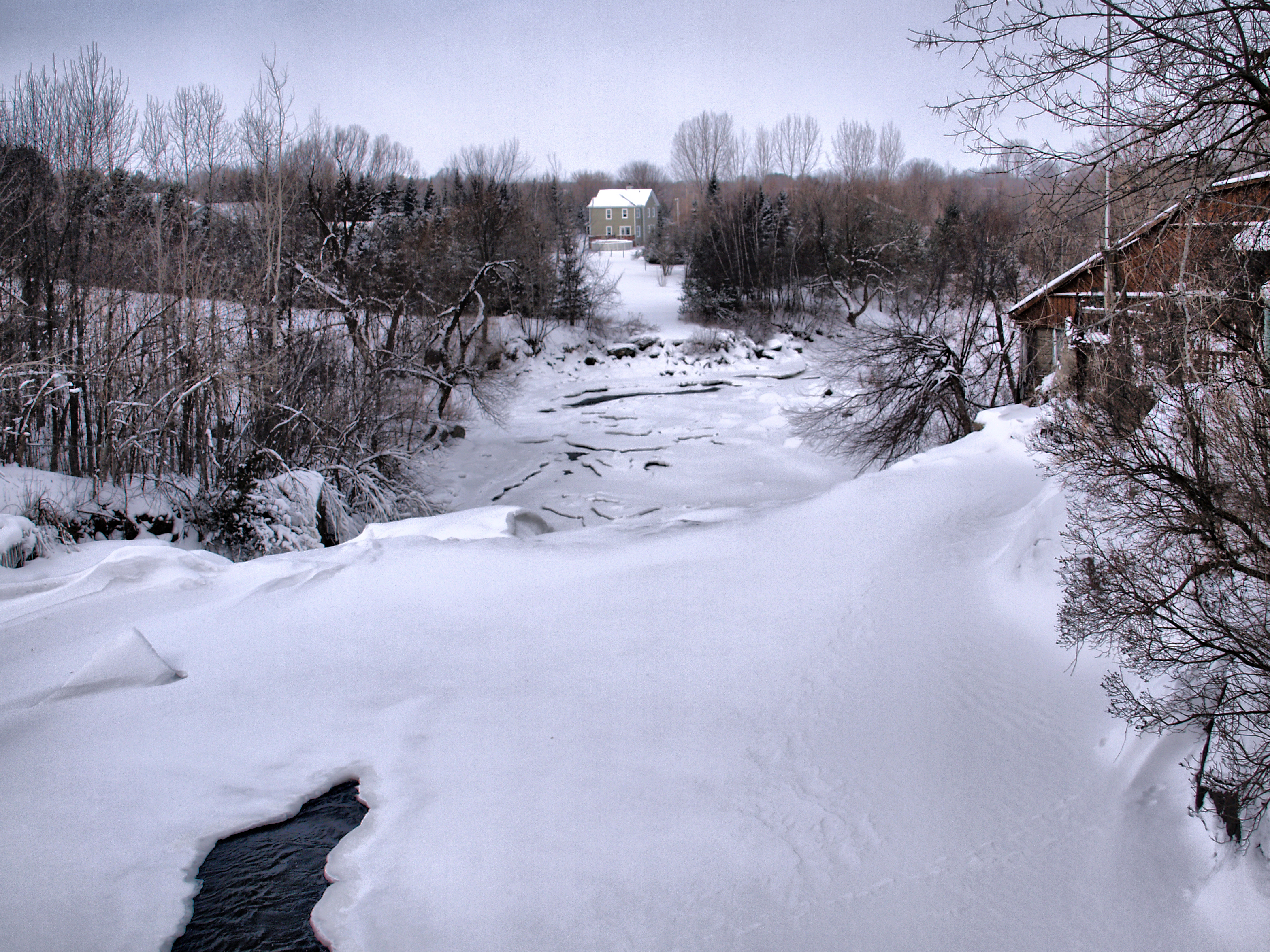
Les chutes (février 2007)
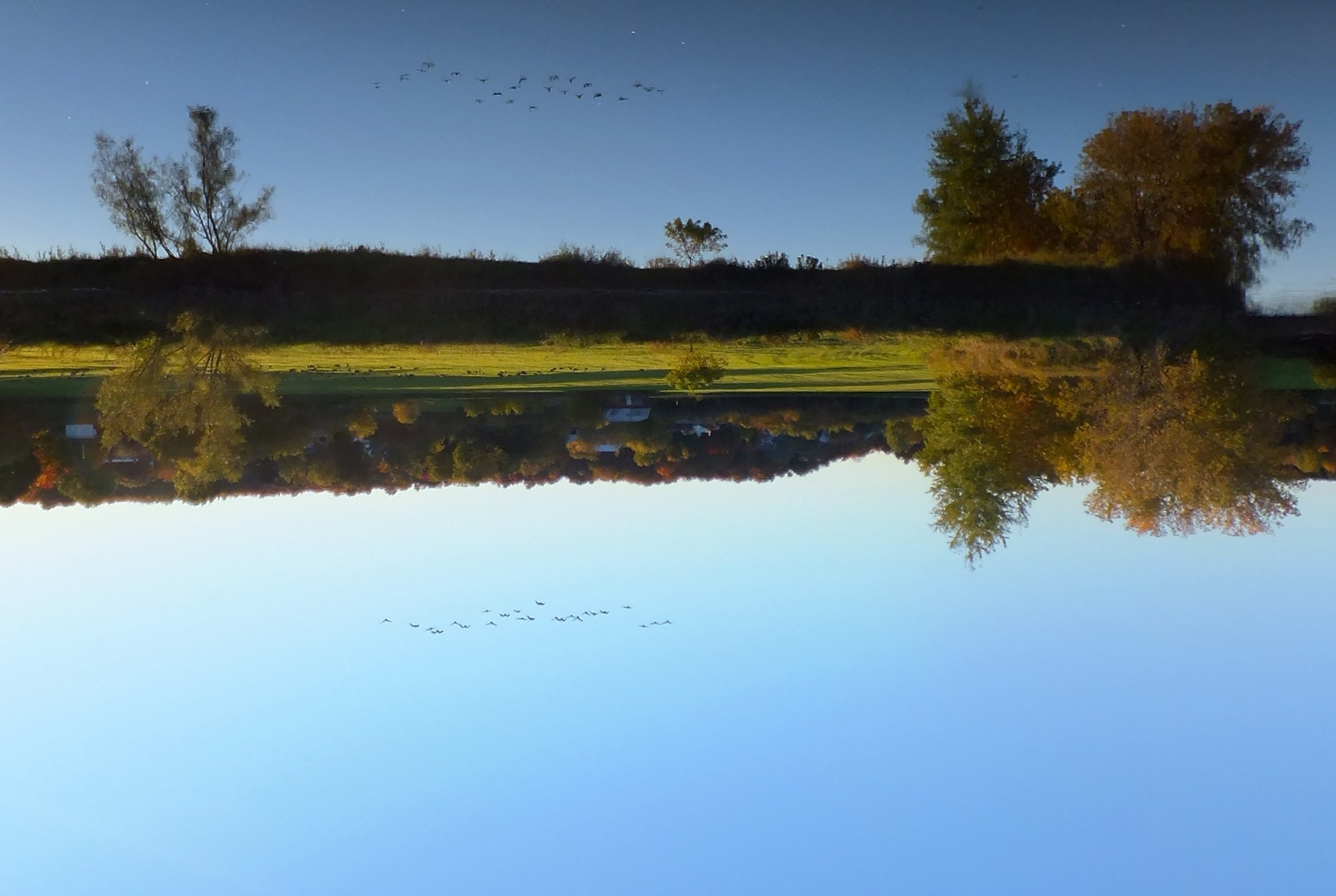
Plaine alluviale en face du village de Roxton Falls le long de la Rivière Noire fin septembre 2013
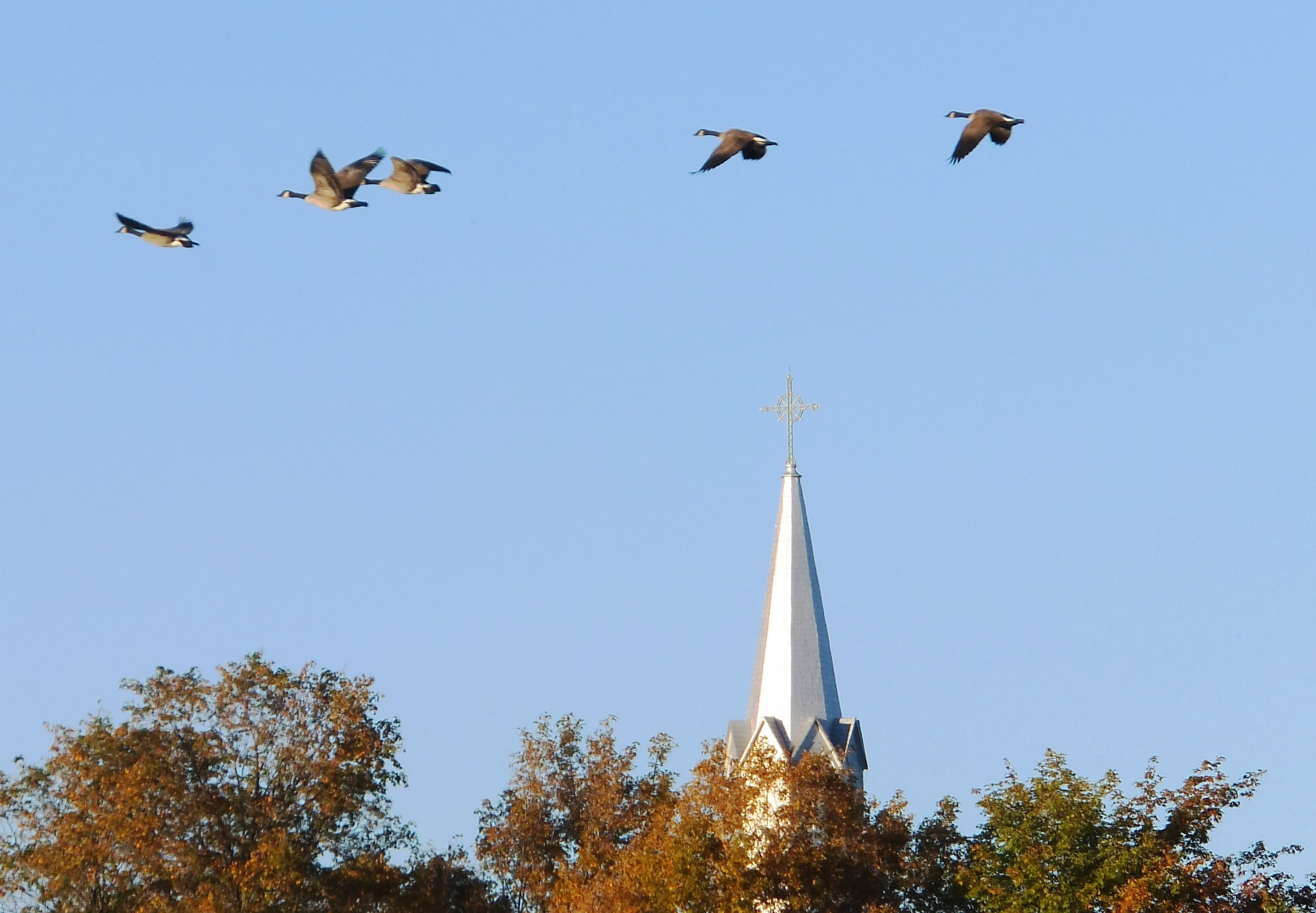
Bernaches du Canada au-dessus du clocher de l'Église de Roxton Falls à la fin septembre 2013